# Llista d'asteroides/162501-162600
| Nom      | Designació provisional | Data de descobriment   | Lloc de descobriment | Descobridor/s               |
| -------- | ---------------------- | ---------------------- | -------------------- | --------------------------- |
| 162501 - | 2000 QH38              | 24 d'agost de 2000     | Socorro              | LINEAR                      |
| 162502 - | 2000 QL38              | 24 d'agost de 2000     | Socorro              | LINEAR                      |
| 162503 - | 2000 QF41              | 24 d'agost de 2000     | Socorro              | LINEAR                      |
| 162504 - | 2000 QM43              | 24 d'agost de 2000     | Socorro              | LINEAR                      |
| 162505 - | 2000 QP48              | 24 d'agost de 2000     | Socorro              | LINEAR                      |
| 162506 - | 2000 QC49              | 24 d'agost de 2000     | Socorro              | LINEAR                      |
| 162507 - | 2000 QE60              | 26 d'agost de 2000     | Socorro              | LINEAR                      |
| 162508 - | 2000 QA65              | 28 d'agost de 2000     | Socorro              | LINEAR                      |
| 162509 - | 2000 QV66              | 28 d'agost de 2000     | Socorro              | LINEAR                      |
| 162510 - | 2000 QW69              | 28 d'agost de 2000     | Socorro              | LINEAR                      |
| 162511 - | 2000 QP73              | 24 d'agost de 2000     | Socorro              | LINEAR                      |
| 162512 - | 2000 QT80              | 24 d'agost de 2000     | Socorro              | LINEAR                      |
| 162513 - | 2000 QQ86              | 25 d'agost de 2000     | Socorro              | LINEAR                      |
| 162514 - | 2000 QR97              | 28 d'agost de 2000     | Socorro              | LINEAR                      |
| 162515 - | 2000 QK99              | 28 d'agost de 2000     | Socorro              | LINEAR                      |
| 162516 - | 2000 QX106             | 29 d'agost de 2000     | Socorro              | LINEAR                      |
| 162517 - | 2000 QA107             | 29 d'agost de 2000     | Socorro              | LINEAR                      |
| 162518 - | 2000 QR108             | 29 d'agost de 2000     | Socorro              | LINEAR                      |
| 162519 - | 2000 QX113             | 24 d'agost de 2000     | Socorro              | LINEAR                      |
| 162520 - | 2000 QR119             | 25 d'agost de 2000     | Socorro              | LINEAR                      |
| 162521 - | 2000 QA121             | 25 d'agost de 2000     | Socorro              | LINEAR                      |
| 162522 - | 2000 QR122             | 25 d'agost de 2000     | Socorro              | LINEAR                      |
| 162523 - | 2000 QQ125             | 31 d'agost de 2000     | Socorro              | LINEAR                      |
| 162524 - | 2000 QT125             | 31 d'agost de 2000     | Socorro              | LINEAR                      |
| 162525 - | 2000 QK127             | 24 d'agost de 2000     | Socorro              | LINEAR                      |
| 162526 - | 2000 QV131             | 25 d'agost de 2000     | Socorro              | LINEAR                      |
| 162527 - | 2000 QO134             | 26 d'agost de 2000     | Socorro              | LINEAR                      |
| 162528 - | 2000 QT134             | 26 d'agost de 2000     | Socorro              | LINEAR                      |
| 162529 - | 2000 QE141             | 31 d'agost de 2000     | Socorro              | LINEAR                      |
| 162530 - | 2000 QV141             | 31 d'agost de 2000     | Socorro              | LINEAR                      |
| 162531 - | 2000 QW142             | 31 d'agost de 2000     | Socorro              | LINEAR                      |
| 162532 - | 2000 QC146             | 31 d'agost de 2000     | Socorro              | LINEAR                      |
| 162533 - | 2000 QW146             | 31 d'agost de 2000     | Socorro              | LINEAR                      |
| 162534 - | 2000 QR157             | 31 d'agost de 2000     | Socorro              | LINEAR                      |
| 162535 - | 2000 QN158             | 31 d'agost de 2000     | Socorro              | LINEAR                      |
| 162536 - | 2000 QB161             | 31 d'agost de 2000     | Socorro              | LINEAR                      |
| 162537 - | 2000 QP164             | 31 d'agost de 2000     | Socorro              | LINEAR                      |
| 162538 - | 2000 QQ164             | 31 d'agost de 2000     | Socorro              | LINEAR                      |
| 162539 - | 2000 QA166             | 31 d'agost de 2000     | Socorro              | LINEAR                      |
| 162540 - | 2000 QZ167             | 31 d'agost de 2000     | Socorro              | LINEAR                      |
| 162541 - | 2000 QY170             | 31 d'agost de 2000     | Socorro              | LINEAR                      |
| 162542 - | 2000 QX174             | 31 d'agost de 2000     | Socorro              | LINEAR                      |
| 162543 - | 2000 QC177             | 31 d'agost de 2000     | Socorro              | LINEAR                      |
| 162544 - | 2000 QF187             | 26 d'agost de 2000     | Socorro              | LINEAR                      |
| 162545 - | 2000 QR205             | 31 d'agost de 2000     | Socorro              | LINEAR                      |
| 162546 - | 2000 QM207             | 31 d'agost de 2000     | Socorro              | LINEAR                      |
| 162547 - | 2000 QR208             | 31 d'agost de 2000     | Socorro              | LINEAR                      |
| 162548 - | 2000 QH212             | 31 d'agost de 2000     | Socorro              | LINEAR                      |
| 162549 - | 2000 QT213             | 31 d'agost de 2000     | Socorro              | LINEAR                      |
| 162550 - | 2000 QF217             | 31 d'agost de 2000     | Socorro              | LINEAR                      |
| 162551 - | 2000 QS226             | 31 d'agost de 2000     | Socorro              | LINEAR                      |
| 162552 - | 2000 QC251             | 21 d'agost de 2000     | Anderson Mesa        | LONEOS                      |
| 162553 - | 2000 RH12              | 3 de setembre de 2000  | Socorro              | LINEAR                      |
| 162554 - | 2000 RK13              | 1 de setembre de 2000  | Socorro              | LINEAR                      |
| 162555 - | 2000 RZ14              | 1 de setembre de 2000  | Socorro              | LINEAR                      |
| 162556 - | 2000 RW16              | 1 de setembre de 2000  | Socorro              | LINEAR                      |
| 162557 - | 2000 RP20              | 1 de setembre de 2000  | Socorro              | LINEAR                      |
| 162558 - | 2000 RF21              | 1 de setembre de 2000  | Socorro              | LINEAR                      |
| 162559 - | 2000 RY21              | 1 de setembre de 2000  | Socorro              | LINEAR                      |
| 162560 - | 2000 RJ23              | 1 de setembre de 2000  | Socorro              | LINEAR                      |
| 162561 - | 2000 RT24              | 1 de setembre de 2000  | Socorro              | LINEAR                      |
| 162562 - | 2000 RA27              | 1 de setembre de 2000  | Socorro              | LINEAR                      |
| 162563 - | 2000 RU27              | 1 de setembre de 2000  | Socorro              | LINEAR                      |
| 162564 - | 2000 RO31              | 1 de setembre de 2000  | Socorro              | LINEAR                      |
| 162565 - | 2000 RU31              | 1 de setembre de 2000  | Socorro              | LINEAR                      |
| 162566 - | 2000 RJ34              | 1 de setembre de 2000  | Socorro              | LINEAR                      |
| 162567 - | 2000 RW37              | 3 de setembre de 2000  | Socorro              | LINEAR                      |
| 162568 - | 2000 RF38              | 5 de setembre de 2000  | Kvistaberg           | Uppsala-DLR Asteroid Survey |
| 162569 - | 2000 RT41              | 3 de setembre de 2000  | Socorro              | LINEAR                      |
| 162570 - | 2000 RA45              | 3 de setembre de 2000  | Socorro              | LINEAR                      |
| 162571 - | 2000 RE59              | 7 de setembre de 2000  | Kitt Peak            | Spacewatch                  |
| 162572 - | 2000 RT60              | 6 de setembre de 2000  | Socorro              | LINEAR                      |
| 162573 - | 2000 RT63              | 3 de setembre de 2000  | Socorro              | LINEAR                      |
| 162574 - | 2000 RT65              | 1 de setembre de 2000  | Socorro              | LINEAR                      |
| 162575 - | 2000 RY77              | 2 de setembre de 2000  | Anderson Mesa        | LONEOS                      |
| 162576 - | 2000 RR87              | 2 de setembre de 2000  | Anderson Mesa        | LONEOS                      |
| 162577 - | 2000 RR90              | 3 de setembre de 2000  | Socorro              | LINEAR                      |
| 162578 - | 2000 RJ92              | 3 de setembre de 2000  | Socorro              | LINEAR                      |
| 162579 - | 2000 SE5               | 20 de setembre de 2000 | Socorro              | LINEAR                      |
| 162580 - | 2000 SU6               | 21 de setembre de 2000 | Socorro              | LINEAR                      |
| 162581 - | 2000 SA10              | 23 de setembre de 2000 | Socorro              | LINEAR                      |
| 162582 - | 2000 SH12              | 20 de setembre de 2000 | Socorro              | LINEAR                      |
| 162583 - | 2000 SD14              | 23 de setembre de 2000 | Socorro              | LINEAR                      |
| 162584 - | 2000 SS29              | 24 de setembre de 2000 | Socorro              | LINEAR                      |
| 162585 - | 2000 SN30              | 24 de setembre de 2000 | Socorro              | LINEAR                      |
| 162586 - | 2000 SE31              | 24 de setembre de 2000 | Socorro              | LINEAR                      |
| 162587 - | 2000 SE34              | 24 de setembre de 2000 | Socorro              | LINEAR                      |
| 162588 - | 2000 ST34              | 24 de setembre de 2000 | Socorro              | LINEAR                      |
| 162589 - | 2000 SH35              | 24 de setembre de 2000 | Socorro              | LINEAR                      |
| 162590 - | 2000 SY38              | 24 de setembre de 2000 | Socorro              | LINEAR                      |
| 162591 - | 2000 SF40              | 24 de setembre de 2000 | Socorro              | LINEAR                      |
| 162592 - | 2000 SO43              | 24 de setembre de 2000 | Bergisch Gladbach    | W. Bickel                   |
| 162593 - | 2000 SY47              | 23 de setembre de 2000 | Socorro              | LINEAR                      |
| 162594 - | 2000 SE61              | 24 de setembre de 2000 | Socorro              | LINEAR                      |
| 162595 - | 2000 SX62              | 24 de setembre de 2000 | Socorro              | LINEAR                      |
| 162596 - | 2000 SG64              | 24 de setembre de 2000 | Socorro              | LINEAR                      |
| 162597 - | 2000 SJ66              | 24 de setembre de 2000 | Socorro              | LINEAR                      |
| 162598 - | 2000 SP67              | 24 de setembre de 2000 | Socorro              | LINEAR                      |
| 162599 - | 2000 SR68              | 24 de setembre de 2000 | Socorro              | LINEAR                      |
| 162600 - | 2000 SV71              | 24 de setembre de 2000 | Socorro              | LINEAR                      |